# Lobesia limoniana
Lobesia limoniana is een vlinder uit de familie bladrollers (Tortricidae). De wetenschappelijke naam is voor het eerst geldig gepubliceerd in 1860 door Millière.
De soort komt voor in Europa.